# Epeiromulona phelina
Epeiromulona phelina là một loài bướm đêm thuộc phân họ Arctiinae, họ Erebidae.